# Fettjärnarna
Fettjärnarna är en sjö i Dorotea kommun i Lappland och ingår i Ångermanälvens huvudavrinningsområde. Sjön har en area på 0,0482 kvadratkilometer och ligger 710,1 meter över havet. Fettjärnarna ligger i Gitsfjället Natura 2000-område.

## Delavrinningsområde
Fettjärnarna ingår i det delavrinningsområde (719813-147175) som SMHI kallar för Ovan 719467-147445. Medelhöjden är 852 meter över havet och ytan är 23,91 kvadratkilometer. Det finns inga avrinningsområden uppströms utan avrinningsområdet är högsta punkten. Vallenjukke som avvattnar avrinningsområdet har biflödesordning 4, vilket innebär att vattnet flödar genom totalt 4 vattendrag innan det når havet efter 307 kilometer. Avrinningsområdet består mestadels av skog (36 procent) och kalfjäll (56 procent). Avrinningsområdet har 0,05 kvadratkilometer vattenytor vilket ger det en sjöprocent på 0,2 procent.